# Christine Touaillon
Christine Touaillon, geborene Auspitz (* 27. Februar 1878 in Iglau (Jihlava), Österreich-Ungarn; † 15. April 1928 in Graz), war eine österreichische Literarhistorikerin, Schriftstellerin und Feministin.

## Leben und Wirken
Touaillon kam als Tochter des k.k. Generalmajors und Schriftstellers Leopold Auspitz (1838–1907) und dessen Ehefrau Henriette Eggenberg (* um 1846; † 1895) zur Welt. Ihr Bruder war der k.u.k. Offizier und Genealoge Walther Ernst Auspitz (1888–1974), welcher nach 1920 den Namen seiner Ur-Urgroßmutter, einer Conrad von Heydendorff, annahm (auch: Auspitz-Heydendorff).
Nachdem Touaillon die Volksschule und Bürgerschule in St. Pölten absolviert hatte, begann sie eine Ausbildung an einer höheren Töchterschule in Wien. Zu dieser Zeit starb ihre 49-jährige Mutter, ihr Bruder war erst sieben Jahre alt. Trotzdem durfte sie sich an der Lehrerinnenbildungsanstalt des k.u.k. Zivilmädchenpensionates zur Volksschullehrerin ausbilden lassen und erwarb im Jahre 1897 die Lehrbefugnis zum Unterricht an öffentlichen Volksschulen. Ihren Kindheitstraum, Literaturgeschichte zu studieren, konnte sie verwirklichen, da im selben Jahr durch eine Verordnung des Kultus- und Unterrichtsministeriums Frauen der Zugang zur Universität teilweise gestattet wurde. Sie inskribierte im Wintersemester 1897/1898 an der Universität Wien als außerordentliche Hörerin neben ihrer Unterrichtstätigkeit. Zeitgleich nahm sie Privatunterricht, um ihr Gymnasialstudium nachzuholen. Im Sommer 1902 maturierte sie am Staatsgymnasium in Salzburg und wurde im Herbst als ordentliche Hörerin immatrikuliert.
Im Jahre 1904 ehelichte sie den Notar Heinrich Touaillon und zog mit ihm zunächst nach Graz, dann nach Vorau in der Steiermark. Die Ehe blieb kinderlos.
Sie war Mitarbeiterin der von Auguste Fickert begründeten und herausgegebenen Zeitschrift Neues Frauenleben (1902–1918) und übernahm nach dem Tod der Gründerin im Jahre 1910 zusammen mit Leopoldine Kulka und Emil Fickert die Herausgeberschaft. In der Zeitschrift veröffentlichte sie unter anderem Rezensionen, beispielsweise zu den Werken der Schriftstellerin Elisabeth Siewert. 1905 promovierte sie bei Jakob Minor in Wien über Zacharias Werners Attila König der Hunnen. Zu dieser Zeit beschäftigte sie sich mit damaliger Gegenwartsliteratur, mit der Geschichte der deutschen Kinderliteratur und schrieb für weitere Zeitschriften Artikel.
Nachdem sie ihren Wohnsitz nach Stainz verlegt hatte, begann sie im Herbst 1910 an der ersten Gesamtdarstellung des deutschen Frauenromans des 18. Jahrhunderts zu arbeiten, dazu stellten ihr sechzehn deutsche Bibliotheken Bücher zur Verfügung. Um die Drucklegung am Ende des Ersten Weltkrieges 1918 zu realisieren, benötigte sie einen Verleger. Diesen fand sie in Wilhelm Braumüller, es stand jedoch kein Papier für das 664 Seiten starke Buch zur Verfügung. Die Grazer Papierfabrik war schließlich bereit, ihr 2000 Kilogramm Papier gegen 300 Kilogramm Schweine abzugeben. Rosa Mayreder notierte am 19. März 1918 in ihrem Tagebuch: "Mit Hilfe befreundeter Bauern werde sie also in die Lage gesetzt, das Buch, von dessen Erscheinung ihre Dozentur an der Grazer Universität abhängt, herauszubringen" Braumüller veröffentlichte ihr Werk im Jahre 1919. Am 11. Juli des Jahres stellte sie das Buch der philosophischen Fakultät in Graz als Habilitationsschrift vor. Dort verschleppte man das Verfahren bewusst, zweifelte die Kompetenz einer Frau an: "Das Kollegium trägt starke Bedenken, ob Frauen überhaupt im Stande sind, auf junge Männer im Alter von 18 bis 25 Jahren, in dem bestimmte spezifisch männliche Eigenschaften am stärksten hervortreten, den erforderlichen pädagogischen Einfluss zu nehmen. Mittelschüler der oberen Klassen durch Frauen unterrichten zu lassen, hat man bisher nicht gewagt. Ob das bei Hochschülern ersprießlich, ja überhaupt möglich sein wird, ist als recht fraglich anzusehen. Umso mehr muss das zweite in Betracht kommende Moment einer über die gewohnten Anforderungen hinaus festgestellten Fachbeherrschung betont werden." Eine Kommission der philosophischen Fakultät Graz legte in der Vollzugsanweisung vom 20. September 1920 fest, die Anforderungen an die weiblichen Habilitationsbewerberinnen deutlich höher zu setzen als für die männlichen Bewerber. Im Oktober 1920 zog sie ihren Antrag zurück und reichte ihr Gesuch in Wien ein. Sie habilitierte am 10. Juli 1921 als zweite weibliche akademische Lehrkraft an der Universität Wien. Von nun ab war sie Privatdozentin für deutsche Literatur und hielt Vorträge für den Wiener Verein Volksheim und an der Grazer Urania.
Sie schrieb nebenbei Bücher, war Vorstandsmitglied in der Ethischen Gesellschaft und der Internationalen Frauenliga für Frieden und Freiheit, dem Allgemeinen Österreichischen Frauenverein und im Verband der akademischen Frauen Österreichs.
Im Frühjahr 1928 erkrankte sie und wurde als am Klimakterium erkrankt in die psychiatrische Abteilung der Irrenanstalt Am Feldhof in Straßgang eingeliefert. Die Obduktion ergab jedoch eine Entzündung der Herzinnenwand, in deren Folge eine Hypertrophie des Herzens sowie Embolien im Gehirn auftraten.
Im Jahr 2012 wurde in Wien-Donaustadt (22. Bezirk) die Christine-Touaillon-Straße nach ihr benannt.

## Publikationen
- Altwiener Bilderbuch : Zweiundsiebzig Ansichten Nach Alten Stichen, Gottlieb Wien 1909
- Karoline Auguste Fischer, Wilhelm Braumüller Universitäts-Verlagsbuchhandlung Wien 1915
- Festschrift für Wilhelm Jerusalem zu seinem 60. Geburtstag (mit einem Beitrag von Christine Touaillon) – Wien, 1915
- Das Katzenbüchlein, (= Konegens Kinderbücher, Band 52), Konegens Jugendschriftenverlag Wien, 1919
- Der deutsche Frauenroman des 18. Jahrhunderts, Braumüller Wien 1919 (Neuauflage: P. Lang 1978, ISBN 3-2610-1824-0)
- Mitarbeiterin am Reallexikon der deutschen Literaturgeschichte von Merker-Stammler (1925/1926)
- Mitarbeiterin am 3. Band der Deutsch-Österreichischen Literaturgeschichte von Nagl-Zeidler-Castle (1930)